# Chelsea Manning
Pour les articles homonymes, voir Manning.
Chelsea Manning, née Bradley Manning le 17 décembre 1987 à Crescent (Oklahoma), est une lanceuse d'alerte, également ancienne analyste militaire de l'armée des États-Unis de nationalité américano-britannique qui a été condamnée et incarcérée après avoir révélé des exactions de soldats américains sur des civils irakiens. Bien qu'elle ait été accusée de trahison, elle a été condamnée pour espionnage et autres infractions, mais pas spécifiquement pour trahison.
Manning transmet en 2010 à WikiLeaks des documents militaires classés secret défense relevant du domaine de la Défense nationale, notamment sur la mort de civils pris pour cible par un hélicoptère américain pendant la guerre d'Afghanistan (Afghan War Diary), ainsi que des preuves visuelles d'exactions de l'US Army pendant la guerre d'Irak (photos de l'humiliation de détenus de la prison d'Abou Ghraib, vidéo du raid aérien du 12 juillet 2007 à Bagdad). La diffusion de ces informations lui vaut, le 21 août 2013, une condamnation à 35 ans de prison.
Au lendemain de sa condamnation, Manning déclare être une femme transgenre et entame des démarches pour changer d'identité et prendre le prénom de Chelsea. En 2014, la justice des États-Unis reconnaît son changement de nom en Chelsea Elizabeth Manning. En 2015, l'armée l'autorise à entamer un traitement hormonal.
Le 17 janvier 2017, l'administration Obama décide de commuer la peine de Manning, rendant possible sa libération anticipée. Elle sort de prison le 17 mai 2017, sept ans après son arrestation survenue le 20 mai 2010.
Chelsea Manning est de nouveau emprisonnée le 16 mai 2019 à la suite de son refus de témoigner dans l'enquête concernant WikiLeaks. Elle est libérée le 12 mars 2020, au lendemain d'une tentative de suicide, après 301 jours d’incarcération.

## Biographie

### Petite enfance

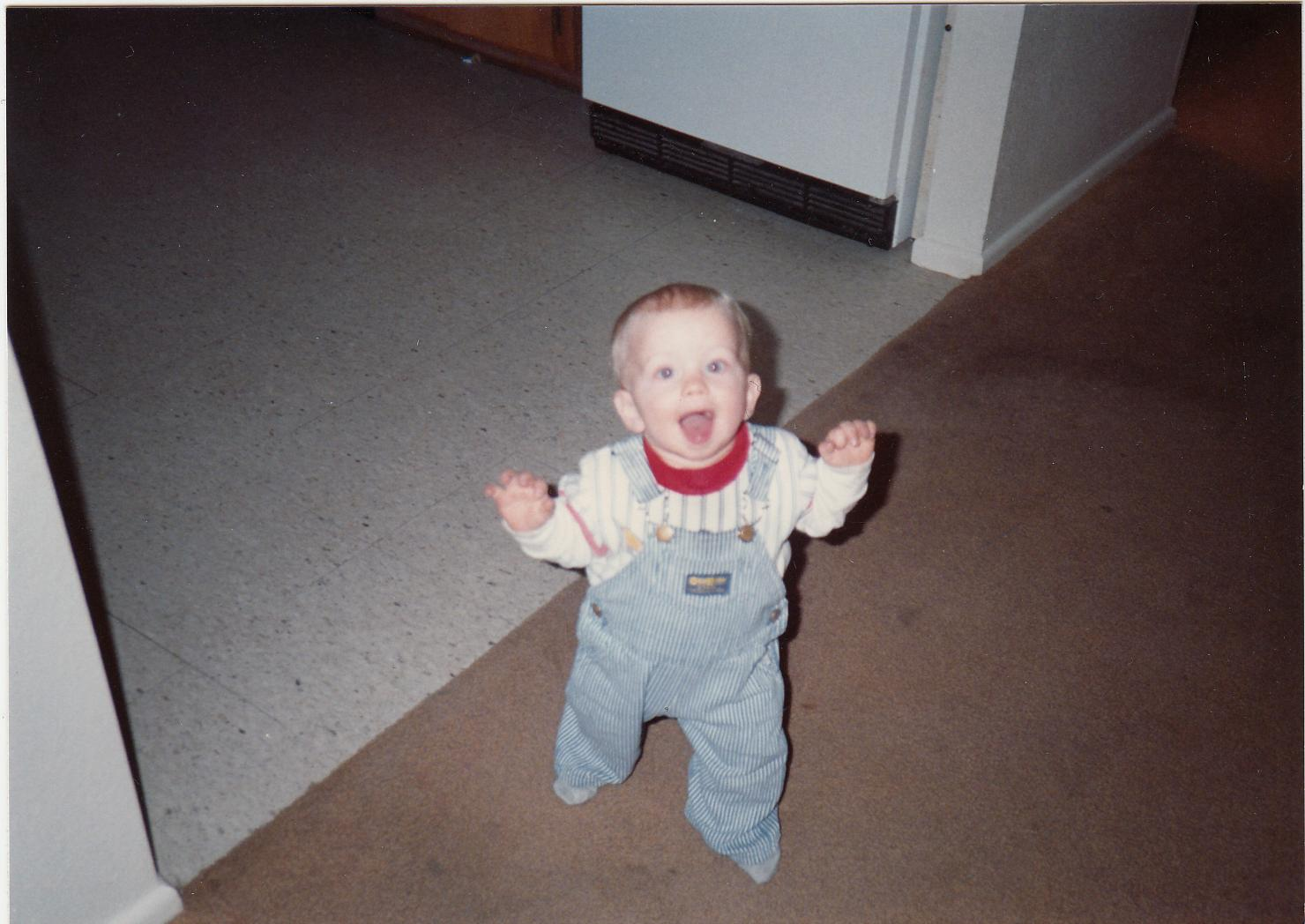
Manning durant sa petite enfance.

Chelsea Manning naît Bradley Edward Manning le 17 décembre 1987 à Crescent dans l'Oklahoma. Sa mère, Susan Fox, est originaire du pays de Galles ; son père, le capitaine Brian Manning, est de nationalité américano-britannique. Brian rejoint l'US Navy en 1974 à 19 ans, et y travaille pendant cinq ans en tant qu'analyste des services de renseignements. Il rencontre Susan dans un Woolworth's alors qu'il est stationné à Cawdor Barracks (en) au pays de Galles. Leur fille aînée, Casey, naît en 1976. Le couple rentre aux États-Unis en 1979, emménageant d'abord en Californie, puis dans une maison à deux étages en dehors de Crescent, avec une piscine et 2 hectares de terrain où ils élèvent des cochons et des poulets[pertinence contestée].
Casey Manning a témoigné devant la cour martiale que leurs deux parents étaient alcooliques, et que leur mère avait été constamment soûle pendant sa deuxième grossesse. David Moulton, psychiatre de la marine des États-Unis, a témoigné que les traits du visage de Bradley Manning présentaient des signes du syndrome d'alcoolisation fœtale. Casey devient la principale personne à s'en occuper, se levant la nuit pour lui préparer le biberon. L'enfant est alimenté uniquement au lait et à la nourriture pour bébé jusqu'à ses deux ans ; de petite taille pour son âge, il atteint 1,57 m à l'âge adulte avec un poids de 105 livres soit environ 48 kg,,.
Son père, qui travaille en tant que chef de projet en technologie de l'information pour une agence de location de voitures, est souvent en déplacement. La maison familiale se trouve à plusieurs miles de la ville et sa mère est incapable de conduire. Elle passe ses journées à boire[réf. nécessaire], alors que son enfant est livré à lui-même, jouant aux legos ou à l'ordinateur. Brian Manning l'approvisionne en nourriture avant ses voyages, et laisse des chèques pré-signés pour les enfants et pour payer les factures. Une voisine a déclaré que lorsqu'une sortie collective était organisée par l'école primaire, elle donnait de l'argent supplémentaire à son propre fils « pour qu'il puisse payer si Bradley n'avait pas d'argent ».

### Divorce des parents et déménagement au pays de Galles
Dans son enfance, Manning est athée et ouvertement en opposition aux religions, gardant le silence à plusieurs reprises durant la partie du serment d'allégeance au drapeau des États-Unis qui se réfère à Dieu. Selon les déclarations ultérieures de son père à PBS[réf. nécessaire], l'enfant excelle alors au saxophone, en sciences, sur l'ordinateur, créant son premier site Web à dix ans et autodidacte dans l'utilisation de PowerPoint, gagne trois années de suite le grand prix à une exposcience locale, et en sixième année après la maternelle[pas clair], obtient le premier prix à un « quiz bowl »[réf. nécessaire].
À 13 ans, Manning commence à s'interroger sur son orientation sexuelle. C'est à cette époque que ses parents divorcent ; Manning et sa mère déménagent dans un appartement à Crescent. L'instabilité de la mère s'amplifie et, en 1998, elle fait une tentative de suicide. Brian Manning se remarie avec une femme nommée aussi Susan, qui a un fils d'une relation précédente qui prendra lui aussi le patronyme de Manning. 
En novembre 2001, Manning et sa mère quittent les États-Unis pour emménager à Haverfordwest, au pays de Galles, où la mère a de la famille. Manning va à l'école secondaire de Tasker Milward. Un camarade de classe du collège Ed Caesar a déclaré au Sunday Times que sa personnalité était « unique, vraiment unique. Très excentrique, il avait des avis sur tout, très politique, très intelligent, et s'exprimait bien. » Son intérêt pour les ordinateurs est constant, au point de créer avec un ami un site Internet, angeldyne.com, un forum qui propose des jeux et de la musique en téléchargement.
Manning qui avait confié son homosexualité à deux amis dans l'Oklahoma ne s'ouvre pas à ce sujet au pays de Galles. Les élèves de son école galloise imitent son accent américain et, une fois, l’abandonnent pendant une excursion en camping : à son réveil le matin, tous les autres avaient démonté leurs tentes et étaient partis.

### Retour aux États-Unis
En 2005, Manning retourne aux États-Unis, craignant que sa mère soit trop malade pour s'en sortir, rejoint son père qui vit en Oklahoma avec sa seconde épouse et son enfant, et obtient un travail en tant que développeur dans une entreprise de génie logiciel, Zoto[réf. nécessaire]. Son père se montre critique envers lui, le percevant comme un garçon efféminé.
Sans emploi après que son père l'oblige à quitter la maison, Manning commence à vendre des logiciels piratés pour survivre puis rejoint l'armée.

### Carrière au sein des forces américaines
En 2013, Manning est analyste militaire de l'Armée américaine de grade Private first class (anciennement Specialist, ou SPC).

### Identité de genre
Les premiers éléments de sa transidentité remontent à ses confidences à Adrian Lamo, en 2010, quand, au cours de discussions sur les documents envoyés à Wikileaks, Manning fait état de son identité et de son désir d'entamer une transition,,. Du fait de son placement en détention à partir de juin 2010, Manning n'a alors pas pu avoir accès à un traitement hormonal,,.
Il n'existe aucune information infirmant ou confirmant un lien entre son identité de genre et l'affaire WikiLeaks. Cependant, selon une théorie, le contexte de la politique Don't ask, don't tell (abrogée à la fin de 2010) aurait pu avoir une influence et donner une motivation supplémentaire à Manning pour transmettre des informations à Wikileaks. Son avocat, David E. Coombs, a d'ailleurs utilisé cet argument pour sa défense. À l'issue de son procès, Manning annonce son désir d'entamer un traitement hormonal, voire une chirurgie de réattribution sexuelle. Néanmoins, ses conditions de détention en prison militaire entravent la réalisation de ses souhaits.
Le 22 août 2013, Manning demande publiquement qu'on l'appelle désormais « Chelsea Manning », et compte demander un changement d'identité conformément à son genre revendiqué. Néanmoins, la plupart des médias continuent de l'appeler Bradley, prénom utilisé depuis le début de l'affaire. Chelsea dit s'attendre à ce que l'évocation des évènements ayant eu lieu avant son annonce puisse se faire encore avec le nom de Bradley.
Le 23 avril 2014, la justice des États-Unis reconnaît le changement de nom de Manning, qui s'appelle désormais officiellement Chelsea Elizabeth Manning,. En février 2015, l'armée autorise Manning à entamer son traitement hormonal, et le mois suivant, la cour d'appel de l'U.S. Army statue que Chelsea Manning doit désormais être désignée via des pronoms féminins ou neutres dans toutes les procédures légales.

## Affaire Manning

### Contexte de l'accusation

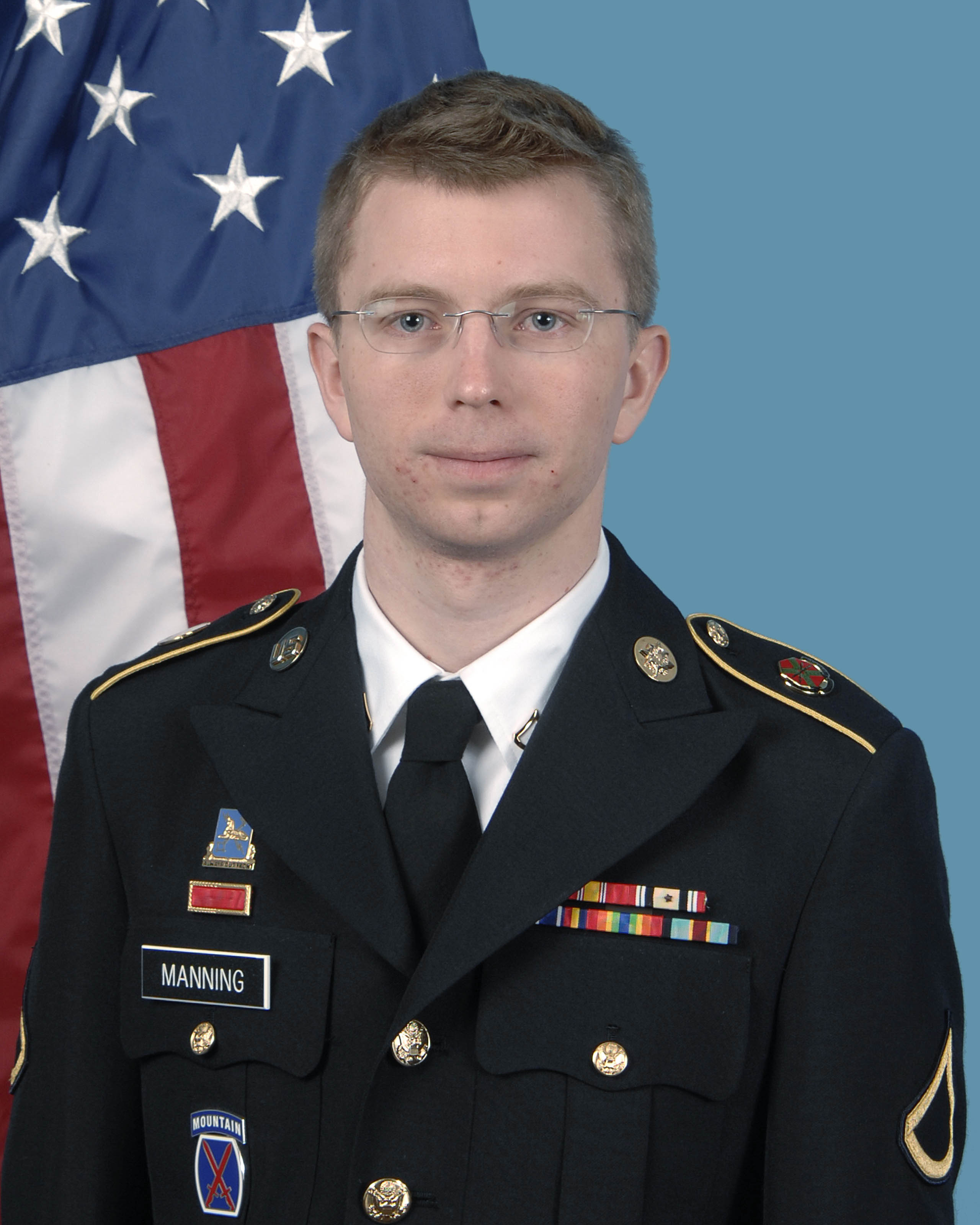
Manning en 2012.

En avril 2010, WikiLeaks publie sur Internet une vidéo du raid aérien du 12 juillet 2007 à Bagdad intitulée Collateral Murder ; le 7 juillet, les autorités des États-Unis désignent Manning comme responsable de la fuite vers WikiLeaks.
Le magazine Wired est le premier à annoncer l'arrestation de Manning : le 6 juin, un article cosigné par Kevin Poulsen raconte comment Manning aurait provoqué son arrestation par ses propres révélations, qui ont été ultérieurement rapportées aux autorités par son interlocuteur, Adrian Lamo. L'article précise que ni le département d'État, ni le FBI, ni l'Armée n'avaient encore confirmé cette arrestation. Le 7 juin, l'Armée publie un très bref communiqué sur cette affaire. Le lendemain, le magazine Wired rapporte que les autorités des États-Unis s'interrogent sur la responsabilité de Manning dans la publication de 260 000 câbles diplomatiques. Le département d'État n'avait alors pas la certitude que les dépêches aient été déjà transmises à Wikileaks. Début juin, son accusation n'est pas encore officielle ; mais Manning fait l'objet d'une enquête pour suspicion et d'un placement en détention au Koweït en vue d'un futur jugement.
Le 25 juillet 2010, Wikileaks rend publics les Afghan War Diaries, dont la source est désignée dès le lendemain comme étant Manning.
À partir du 21 mai 2010, Manning aurait eu des conversations en ligne avec Adrian Lamo et lui aurait expliqué avoir publié la vidéo titrée Collateral Murder. Lamo, hacker ayant eu par le passé des ennuis avec la Justice américaine, aurait alors pris peur, craignant d’être suspecté pour complicité, et a donc dénoncé Manning au FBI, transmettant également une copie de ses discussions par courriel avec le soldat au magazine Wired, qui en publie des extraits. Ce geste a aussi été interprété comme une manipulation de Lamo de manière à obtenir la confession de Manning, le hacker ayant admis s'être présenté comme un pasteur et comme un journaliste, faisant croire à Manning que toutes ses déclarations seraient couvertes par le secret de la confession et le secret professionnel.

### Poursuites
À la suite de son arrestation par l'United States Army Criminal Investigation Command en juin 2010,, Manning subit un placement en détention de plus d'un mois dans une prison militaire de Camp Arifjan, au Koweït, sans aucune inculpation formelle,,. Le 29 juillet 2010, voit son transfert sur la base de Quantico, en Virginie. En avril 2011, un groupe d'experts détermine que Manning est en état de passer en justice, et le 16 décembre 2011, une audience préliminaire recommande sa comparution devant une cour martiale,. Son inculpation est prononcée le 23 février 2012 en cour martiale et Manning choisit de ne pas contester les chefs d'accusation.

#### Accusations
Début juillet 2010, huit chefs d'accusation criminels et quatre violations du règlement militaire motivent l'inculpation de Manning.
Deux accusations, fondées sur le Uniform Code of Military Justice (UCMJ) en ses articles 92 et 134, sont portées à son encontre : « transfert de données secrètes sur son ordinateur personnel et ajout de logiciel non autorisé sur un système informatique confidentiel », ainsi que « communication, transmission et envoi d'information traitant de sécurité nationale à une source non autorisée »,.
Manning encourt 52 ans de prison pour les faits qui lui sont reprochés. Son avocat militaire commis d'office est le major Thomas F. Hurley. À partir de fin août 2010 son avocat civil est David Coombs. On ne dispose d'aucun témoignage public de Manning en personne depuis son incarcération. L'une des rares personnes à l'avoir rencontré depuis à Quantico est David House[Qui ?].

#### Conditions de détention
À Quantico, Manning subit un isolement carcéral maximum (Maximum Custody Detainee) dans des conditions très dures : obligation de se tenir dans certaines positions pendant des heures ; ni lit, ni oreiller (en raison des craintes de tentative de suicide) ; aucun contact avec les autres prisonniers. Ces conditions ont été décrites comme cruelles, inhumaines et dégradantes par le rapporteur des Nations unies sur la torture,; de nombreux intellectuels considèrent que l'isolement dans lequel Manning se trouve est comparable à une situation de torture psychologique et constitue dès lors une violation de la Constitution des États-Unis,.

### Procès
L'Armée américaine ayant refusé de publier les transcriptions du procès, la Freedom of the Press Foundation (« Fondation pour la liberté de la presse ») a levé plus de 100 000 dollars afin de retranscrire et mettre à disposition dans le domaine public l'ensemble des débats.
Le 30 juillet 2013, la cour martiale de Fort George G. Meade dans le Maryland a tranché : elle reconnaît Manning, à l’origine des fuites de documents classifiés, coupable de vingt des vingt-deux chefs d’accusation et coupable de violation de la loi sur l’espionnage par le tribunal militaire ; elle déclare, par contre, Manning « non coupable » de collusion avec l’ennemi, un chef d’accusation qui aurait pu lui valoir la réclusion criminelle à perpétuité sans possibilité de remise de peine. Aux termes du verdict lu par la juge Denise Lin, Manning encourt 136 ans de prison pour violation de la loi sur l’espionnage.
Le 21 août 2013 est prononcée sa condamnation à 35 ans de réclusion. Son lieu de détention est la caserne disciplinaire des États-Unis située à Fort Leavenworth.
Le lendemain de sa condamnation, Manning réagit par l'intermédiaire de son avocat en affirmant son espoir d'obtenir une grâce et annonce dans le même communiqué, son intention d'entamer un traitement hormonal et de prendre le nom de « Chelsea Manning ».
Le 14 avril 2014, le commandant de la cour martiale qui avait prononcé la condamnation refuse toute mesure de clémence et confirme la peine de 35 ans de prison.

### Grève de la faim et tentatives de suicide
Chelsea Manning fait une première tentative de suicide le 5 juillet 2016.
Le 9 septembre 2016, Manning entame une grève de la faim pour protester contre ce qu'elle a décrit comme du harcèlement de la part des autorités carcérales et du gouvernement. Le 13 septembre 2016, l'Union Américaine des Libertés Civiles (American Civil Liberties Union – ACLU) annonce que Manning a mis fin à sa grève de la faim, l'Armée ayant entériné sa demande d'intervention chirurgicale en vue d'une transition sexuelle. Toutefois, l'opération n'aura pas lieu avant sa libération de prison consécutive à la grâce présidentielle d’Obama, en mai 2017.
Placée à l'isolement, Manning fait une deuxième tentative de suicide, le 7 novembre 2016.
Une troisième tentative a lieu le 11 mars 2020. Après cette nouvelle tentative de suicide, Chelsea Manning est remise en liberté et conduite à l’hôpital. Chelsea Manning avait été incarcérée en mars 2019 pour « entrave à la bonne marche de la justice », après avoir refusé de témoigner contre Julian Assange et Wikileaks dans le cadre d'un procès à huis clos devant un grand jury. Selon elle, cette procédure est « très susceptible » de conduire à des abus et son groupe de soutien rappelle que « Mme Manning a déclaré précédemment qu’elle ne renierait pas ses principes, quand bien même cela devait lui porter de graves préjudices ».

### Conséquences et développements de l'affaire Manning
Hillary Clinton accepte « avec regrets » en mars 2011 la démission d'un de ses porte-paroles au département d'État, Philip J. Crowley (en), à la suite des propos « pleinement revendiqués » par ce dernier et qu'un journaliste de la BBC a rapportés, dans lesquels le traitement que le Pentagone réserve à Manning est qualifié de « ridicule, contre-productif, et stupide »,,.

### Soutiens
Début 2017, la candidature de Manning au prochain prix Nobel de la paix a été proposée par son cercle de soutien. Selon ce cercle, ce choix est largement justifié car Manning, par ses révélations, aurait fortement participé au retrait des troupes des États-Unis d'Irak. Sans elle, plusieurs scandales majeurs n'auraient pu être révélés, notamment sur la prison d'Abou Ghraib ou encore sur les programmes d’attaques de drones.

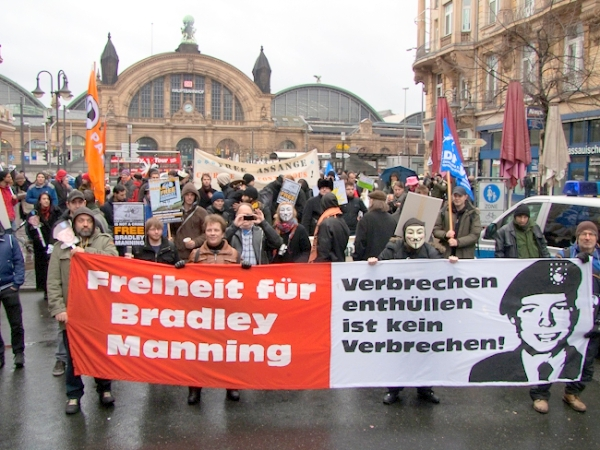
Manifestation à Francfort (Allemagne) en janvier 2012.

Des manifestations de soutien ont eu lieu en Allemagne, en Irlande, aux Pays-Bas, au Canada, en Australie et aux États-Unis (à Washington, à San Diego, à Cambridge / Boston, à Oakland…). On compte parmi ses soutiens la Freedom of the Press Foundation, l'association Courage to resist, Julian Assange, Daniel Ellsberg et Anohni.
En France, le 3 février 2013, le premier prix au concours international de plaidoiries pour les droits de l'Homme organisé par la Ville de Caen et le Mémorial de Caen est remporté par un jeune avocat lillois pour sa plaidoirie « Bradley Manning : un soldat de la vérité ».

#### Comité de soutien
Le Comité de soutien à Bradley Manning (en anglais : Bradley Manning Support Network) a été monté par Mike Gogulski, citoyen des États-Unis vivant en Slovaquie, dans le but de lever des fonds pour payer les frais d'avocat (estimés à 130 000 dollars). 
Plusieurs personnalités ont rejoint ce comité, parmi lesquelles : Daniel Ellsberg, le lanceur d'alerte qui a livré pendant la guerre du Viêt Nam les Papiers du Pentagone ; le réalisateur engagé Michael Moore qui a soutenu le comité à hauteur de 5 000 dollars ; l'ancien agent de la CIA et militant politique Ray McGovern ; et le colonel à la retraite Mary Ann Wright.
WikiLeaks a contribué au comité de soutien à hauteur de 15 000 dollars et l'ensemble des fonds levés par le comité dépassaient en janvier 2011 les 100 000 dollars. La levée de fonds organisée par cette association a permis de rassembler près de 1 million de dollars.
À la suite de l'annonce du changement de genre de Manning, le comité a entamé une procédure pour changer son intitulé pour Private Manning Support Network.

#### Soutien de Ron Paul
Ron Paul, chef de file du mouvement libertarien au sein du Parti républicain, a apporté son soutien à Manning le 12 avril 2013, déclarant que Manning avait fait plus pour la paix qu'Obama — faisant référence à l'obtention du prix Nobel de la paix de celui-ci en 2009 : « Pendant que le Président Obama initiait et amplifiait des guerres anticonstitutionnelles à l'étranger, Manning, dont les actions ont causé exactement zéro mort, mettait en lumière la vérité derrière ces guerres. Lequel des deux a le plus œuvré pour la paix, la réponse est claire. »

### Libération de 2017

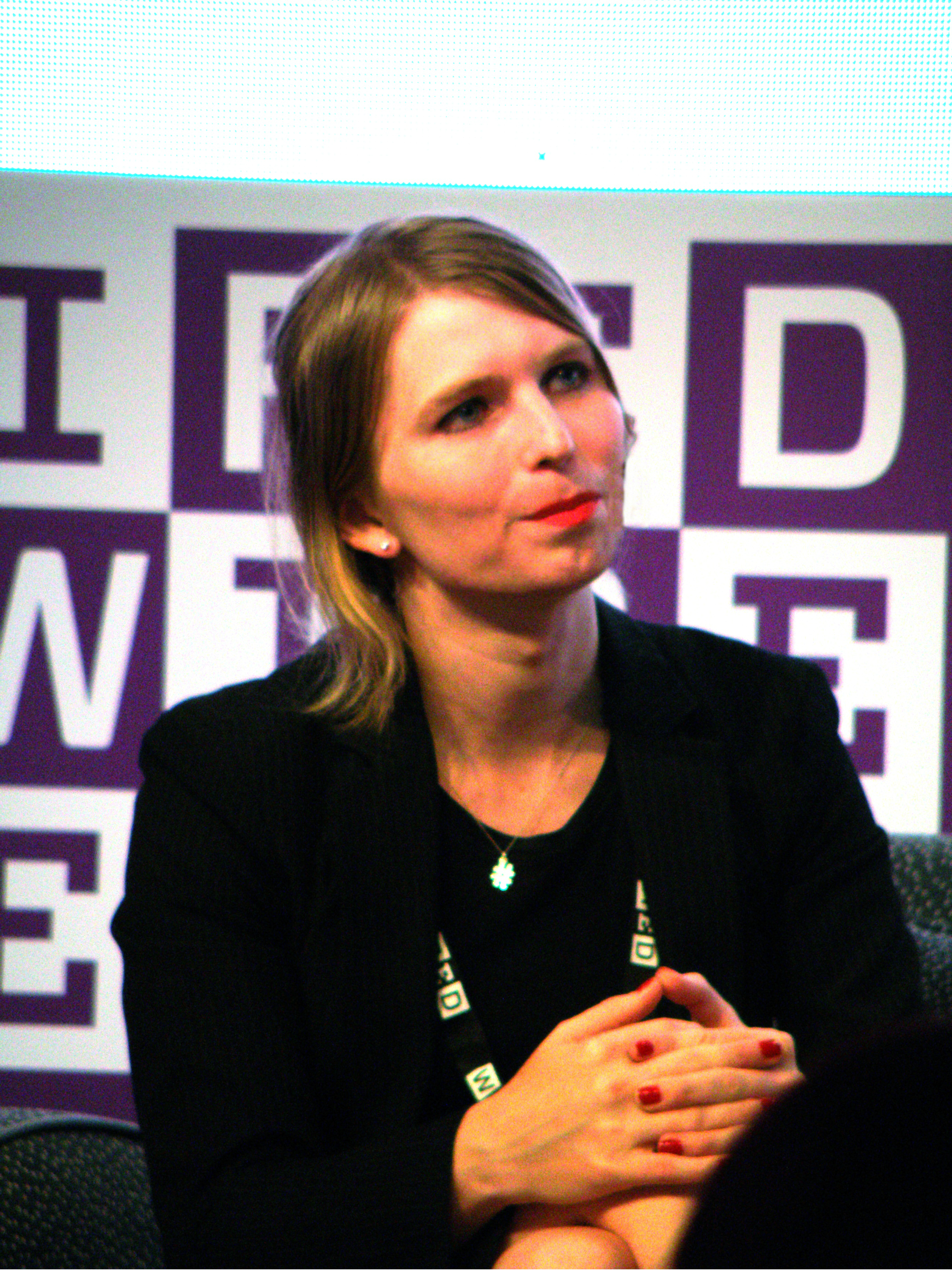
Chelsea Manning lors d'une interview au Wired Next Festival 2018, Milan.

Le 17 janvier 2017, à trois jours de la fin de sa présidence, le président Obama réduit la peine de Chelsea Manning de 35 à 7 ans de prison, estimant la peine initiale trop lourde. Elle est libérée le 17 mai 2017, le délai de quatre mois étant considéré comme standard pour permettre à l'administration responsable de régler les détails de réhabilitation,.
Si, en novembre 2016, une pétition officiellement déposée à la Maison-Blanche avait récolté 117 299 signatures pour demander que sa peine soit commuée, la décision est critiquée par diverses personnalités politiques, aussi bien dans le camp républicain que démocrate, dont John McCain, le secrétaire à la Défense Ashton Carter et le président de la Chambre des représentants Paul Ryan, qui la qualifie de « scandaleuse ». Bien que ne la remettant pas en cause sur le fond, Carter estime, à l'instar de McCain, que la décision de faire libérer Manning conduira à saper la discipline militaire, quand bien même l'administration Obama a poursuivi plus d'infractions de fuites de secrets que toutes les autres administrations réunies dans l'histoire des États-Unis, avec neuf à dix cas. Manning, après qu'Obama a quitté le pouvoir, rappelle ce fait dans un message, dans un texte qu'elle ecrit pour The Guardian, elle juge la décision d'Obama insuffisante ; attitude critiquée par son successeur Donald Trump, qui y voit une marque d'« irrespect » envers la personne qui l'a fait libérer.
L'exercice de ce droit de grâce présidentiel est prévu par l'article II de la Constitution des États-Unis. Cette grâce s'inscrit dans un lot de 209 décisions, portant à 1 385 le nombre total de grâces accordées par Barack Obama, soit plus qu'aucun autre président en exercice.
Interrogé sur les parallèles entre Manning et Snowden, le porte-parole de la Maison-Blanche Josh Earnest insiste sur la différence de comportement après révélation : Manning fait face à la justice militaire, prenant part à son procès, est reconnue coupable et reconnaît ses torts ; à l'inverse, Snowden a fui en Russie. Le porte-parole définit la Russie comme « un pays qui s'est très récemment employé de façon concertée à ébranler la confiance dans notre démocratie ».
Le New York Times souligne que cette grâce présidentielle permet en outre de soulager l'armée, qui n'a plus à gérer la demande de Chelsea Manning de transition de genre, demande à laquelle l'administration militaire n'est pas habituée.
Après sa libération, Chelsea Manning est l'objet d'un documentaire de Tim Travers Hawkins, qui la suit avec sa caméra. En juillet 2017, elle se fait photographier par Annie Leibovitz pour le magazine Vogue. Elle participe à la marche des fiertés de New York, travaille à l'écriture de ses mémoires et compte s'installer dans le Maryland, près de l'endroit où elle a vécu avec sa tante.

### Détention pour refus de témoignage en 2019 et libération en 2020
Le 8 mars 2019, Chelsea Manning est à nouveau emprisonnée, à l'âge de 31 ans, pour entrave à la bonne marche de la justice par le juge fédéral Claude Hilton. Assignée à comparaître devant un grand jury, elle refuse de témoigner contre WikiLeaks,. « Mme Manning restera écrouée tant qu'elle ne reviendra pas sur sa décision ou jusqu'à ce que le grand jury soit dissous », a averti le juge Hilton du tribunal d'Alexandria. Chelsea Manning condamne le secret des audiences qui prévaut dans la procédure de « Grand Jury », déclarant : « Nous avons vu cette procédure manipulée un nombre incalculable de fois à des fins politiques. Je ne suis en rien concernée par cette affaire et je suis indignée d’être contrainte de me mettre en danger en participant à cette pratique injuste. » Après l'expiration des deux mois de détention, Chelsea Manning est libérée le 9 mai 2019, avant même sa sortie elle reçoit une nouvelle citation à comparaître pour témoigner devant le grand jury chargé d'enquêter sur WikiLeaks.
Le 16 mai 2019, elle est déclarée coupable d'outrage à la justice pour avoir refusé de témoigner devant un grand jury fédéral et est renvoyée en prison. Le juge fédéral Anthony Trenga a assorti sa sanction d'une amende de 500 dollars par jour si, passé un délai de 30 jours, Manning refuse encore de comparaître. L'amende passera à 1 000 dollars par jour sous 60 jours. Elle écrit une lettre au juge Anthony Trenga pour expliquer son refus : « Je m'oppose à ce grand jury ... qui vise à effrayer les journalistes et les éditeurs, qui servent un bien public crucial. J'ai ces valeurs depuis mon enfance, et j'ai eu des années d'enfermement pour y réfléchir. Pendant une grande partie de cette période, ma survie dépendait de mes valeurs, de mes décisions et de ma conscience. Je ne les abandonnerai pas maintenant. »,,,,. Chelsea Manning est alors incarcérée au Alexandria detention center.
En décembre 2019, Nils Melzer, le rapporteur spécial de l’ONU sur la torture et les traitements humains, dénonce les mesures de coercitions que le gouvernement américain fait subir à Manning,  qu’il considère « constitutifs de [] torture ou [… de] traitements cruels, inhumains ou dégradants ». Il écrit : « La pratique de la privation coercitive de liberté pour outrage au civil […] implique l'infliction intentionnelle de souffrances mentales et émotionnelles de sévérité croissante à des fins de coercition et d'intimidation sur ordre des autorités judiciaires ». Mettant en garde que « les victimes d'un confinement coercitif prolongé ont manifesté des symptômes post-traumatiques et d'autres conséquences graves et persistantes sur la santé mentale et physique », Melzer a déclaré que la détention de Manning n'était pas une sanction légale mais une mesure coercitive de durée indéterminée et sévère, assimilable à de la torture, et devrait être interrompue sans délai,.
Le 11 mars 2020, à deux jours d’une audience pour répondre à son refus de témoigner, Chelsea Manning est hospitalisée après une tentative de suicide, selon son groupe de soutien,. Le 12 mars 2020, le juge Anthony Trenga déclare que « le tribunal considère que la comparution de Mme Manning n’est plus nécessaire et que son maintien en détention ne répond plus à un objectif de coercition », et Chelsea Manning est libérée.

## Candidature aux élections sénatoriales de 2018
Le 5 janvier 2018, le journal The Washington Post remarque la candidature de Chelsea Elizabeth Manning sur un document disponible sur le site de la Commission électorale fédérale, précisant qu'elle se présente dans le Maryland pour le Parti démocrate,,, ; elle officialise sa candidature dans une vidéo YouTube : « Nous vivons une époque difficile, une époque de peur, d'oppression et de haine. »
Le 26 juin 2018, elle termine deuxième parmi les huit démocrates en lice pour l'investiture de leur parti au Sénat américain lors de l'élection primaire du Maryland, recevant 5,8 % des voix, contre 80,4 % pour le sénateur sortant Ben Cardin.

## Après sa détention
Après sa sortie de prison en 2017, Chelsea Manning donne régulièrement des conférences auprès d'étudiants. Cela s'interrompt avec la pandémie de covid-19. Elle travaille  comme consultante en cybersécurité auprès de plusieurs entreprises sur l'intelligence artificielle et les crypto-monnaies. Elle réside dans le quartier de Brooklyn à New York et fréquente les milieux musicaux locaux, renouant avec une passion pour la musique très présente dans sa jeunesse. En 2019 et 2020, elle passe 18 mois en prison avant d'être à nouveau libérée. Elle explique souffrir de solitude et avoir de nombreuses difficultés à s'adapter au monde qui l'entoure après sa libération, notamment en raison de son syndrome post-traumatique. À l'inverse, elle estime que lorsqu'elle était en prison, elle avait davantage de liens et de contacts avec les autres prisonniers.
En octobre 2022, elle publie ses mémoires, sous le titre Readme.txt.